# ولفهمکت
ولفهمکت (به انگلیسی: Wolfhampcote) یک روستا و محله مدنی در بریتانیا است که در Rugby واقع شده‌است. ولفهمکت ۲۸۴ نفر جمعیت دارد.